# Boulevard Gardens
Boulevard Gardens és una concentració de població designada pel cens dels Estats Units a l'estat de Florida. Segons el cens del 2000 tenia 1.415 habitants.

## Demografia
Segons el cens del 2000, Boulevard Gardens tenia 1.415 habitants, 451 habitatges, i 312 famílies. La densitat de població era de 2.101,3 habitants per km².
Dels 451 habitatges en un 26,2% hi vivien nens de menys de 18 anys, en un 28,8% hi vivien parelles casades, en un 30,8% dones solteres, i en un 30,6% no eren unitats familiars. En el 20,8% dels habitatges hi vivien persones soles el 7,3% de les quals corresponia a persones de 65 anys o més que vivien soles. El nombre mitjà de persones vivint en cada habitatge era de 3,14 i el nombre mitjà de persones que vivien en cada família era de 3,72.
Per edats la població es repartia de la següent manera: un 29,9% tenia menys de 18 anys, un 10,3% entre 18 i 24, un 25,7% entre 25 i 44, un 21,6% de 45 a 60 i un 12,5% 65 anys o més.
L'edat mediana era de 32 anys. Per cada 100 dones de 18 o més anys hi havia 91,1 homes.
La renda mediana per habitatge era de 22.167 $ i la renda mediana per família de 26.719 $. Els homes tenien una renda mediana de 19.934 $ mentre que les dones 20.288 $. La renda per capita de la població era de 14.843 $. Entorn del 25,6% de les famílies i el 37,4% de la població estaven per davall del llindar de pobresa.

## Poblacions més properes
El següent diagrama mostra les poblacions més properes.